# Jack Bros.
Jack Bros., conosciuto in Giappone come Jack Brothers no Meiro de Hīhō! (ジャック・ブラザースの迷路でヒーホー!?, Jakku Burazāsu no Meiro de Hīhō), è un videogioco d'azione, spin off della serie Shin Megami Tensei, uscito su Virtual Boy nel 1995.

## Trama
Il gioco vede protagonista Jack Frost, che il giorno di Halloween è andato a giocare con i bambini assieme alle altre fate, tuttavia Jack Frost si sta divertendo così tanto che non si è reso conto del tempo trascorso, e il portale per il mondo delle fate si chiude lasciandolo nel mondo degli uomini. Così appare Pixie che gli ricorda che le fate non possono rimanere nel mondo degli uomini, visto che dopo un po' scompaiono. Jack Frost dovrà così affrontare un lungo e arduo cammino pieno di pericoli per poter tornare a casa.